# Riu Yaguarón
El riu Yaguarón (portuguès: Jaguarão) és un riu binacional, la naixent del qual es troba al sud del Brasil i fa de límit entre aquest país i l'Uruguai fins a la seva desembocadura a la llacuna Merín-Mirim. Discorre per l'estat de Rio Grande do Sul.